# Smrhov
Smrhov (německy Smerhau) je malá vesnice, část obce Soběnov v okrese Český Krumlov. Nachází se asi 2 km na severozápad od Soběnova. Je zde evidováno 22 adres.
Smrhov leží v katastrálním území Soběnov o výměře 12,51 km².

## Historie
První písemná zmínka o vesnici pochází z roku 1358.

## Další fotografie

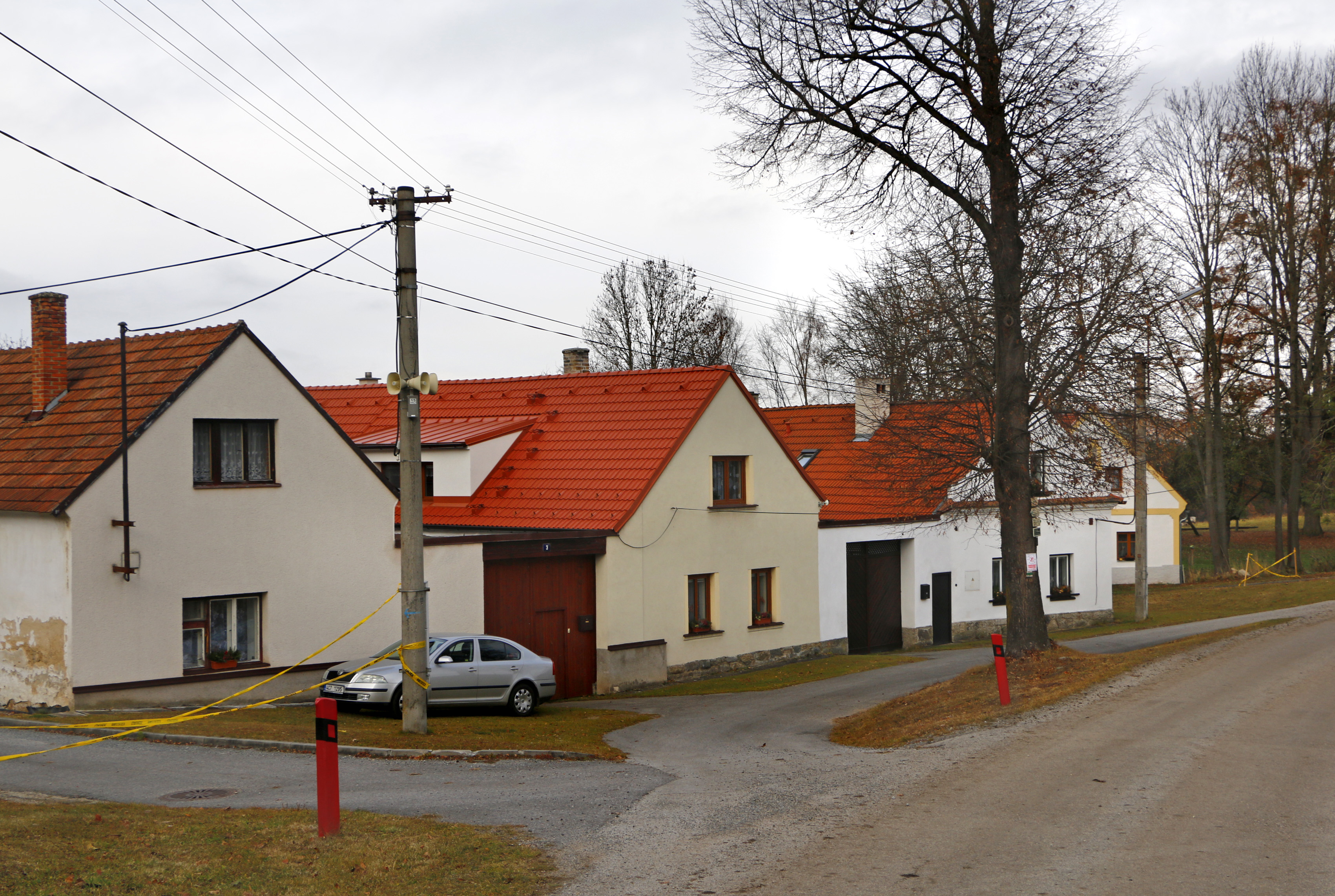
Náves
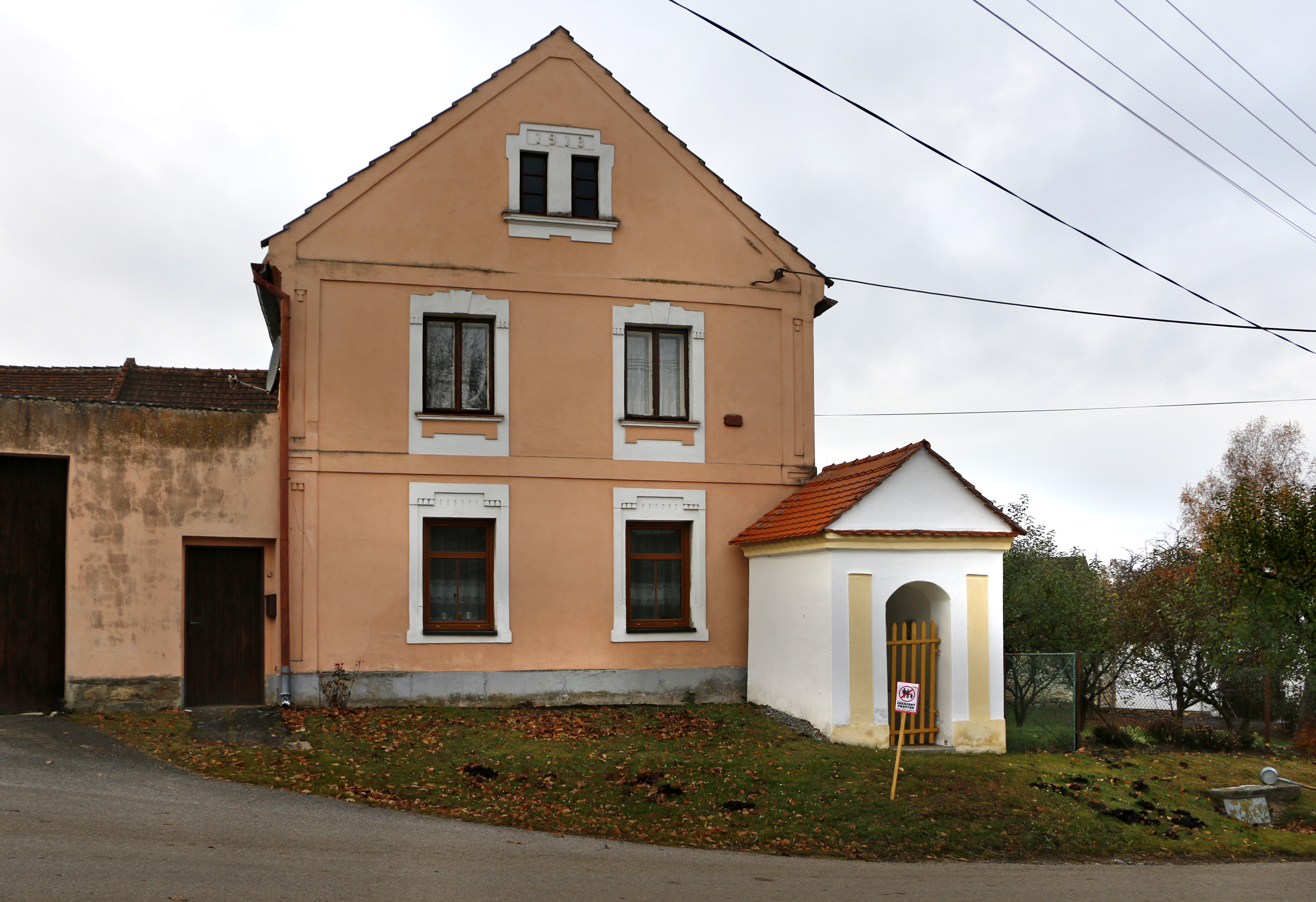
Kaplička
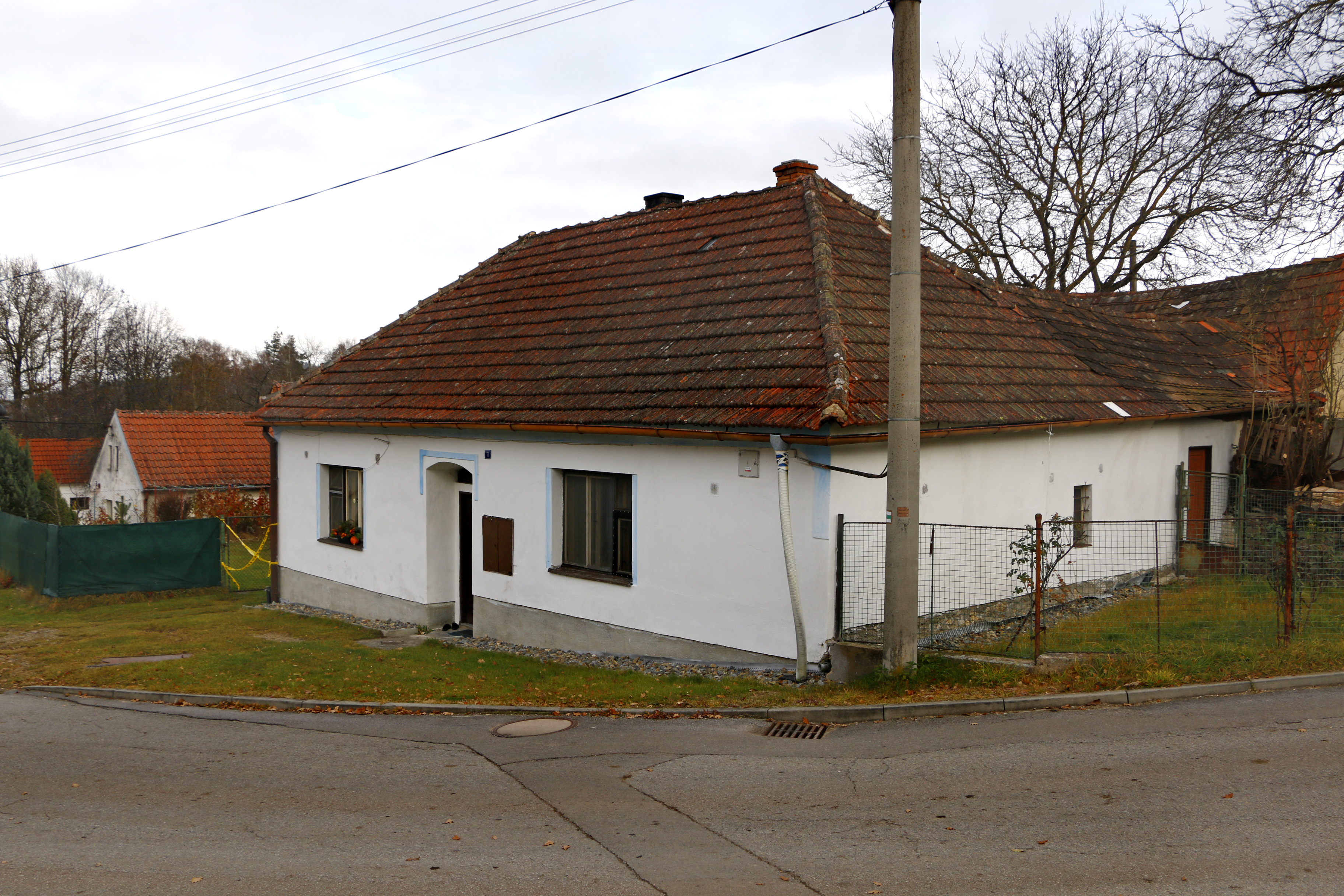
Dům čp. 11
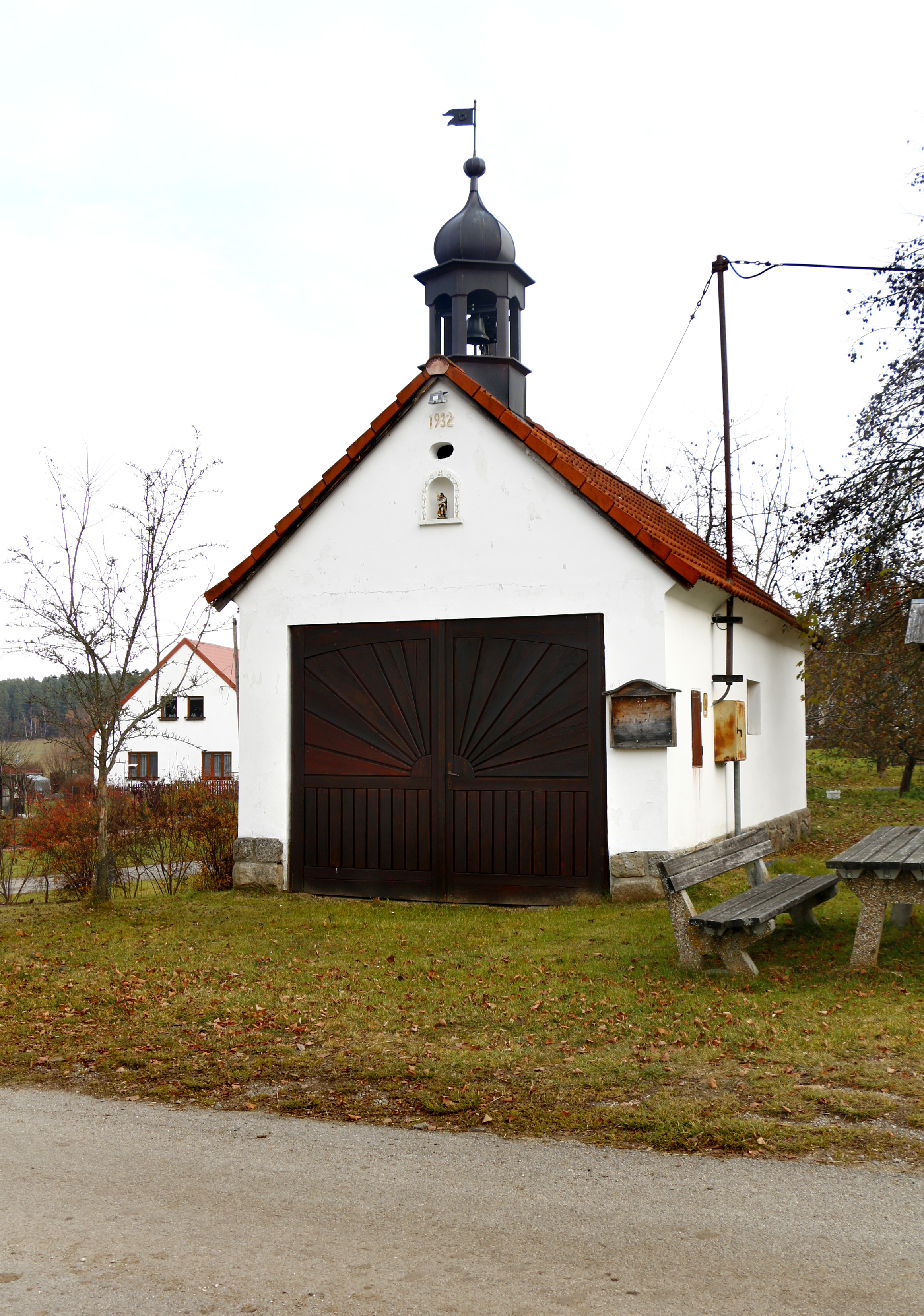
Stará hasičárna